# Liste d'élections en 1944
Chronologie des élections
- 1940
- 1941
- 1942
- 1943
- 1944
- 1945
- 1946
- 1947
- 1948

Cette liste recense les élections organisées durant l'année 1944. Elle inclut les élections législatives et présidentielles nationales dans les États souverains, ainsi que les principaux référendums.
L'Europe étant plongée dans la Seconde Guerre mondiale, seuls les États neutres poursuivent leur vie démocratique normale. La Hongrie, partiellement libérée par l'Armée rouge soviétique, revient temporairement à la démocratie.

## Par mois

### Janvier
| Date    | Pays     | Élections      | Notes | Résultats |
| ------- | -------- | -------------- | ----- | --- |
| janvier | Salvador | Présidentielle |       | Maximiliano Hernández Martínez (Parti national pour la patrie), le président sortant, est le seul candidat. Il est donc automatiquement réélu. |

### Février
| Date       | Pays       | Élections      | Notes | Résultats |
| ---------- | ---------- | -------------- | ----- | --- |
| 13 février | Costa Rica | Présidentielle |       | Teodoro Picado Michalski (« Bloc de la victoire ») est élu avec 75,1 % des voix, et avec le soutien de son prédécesseur Rafael Ángel Calderón Guardia. |

### Mars
Il n'y a aucune élection nationale en mars 1944.

### Avril
Il n'y a aucune élection nationale en avril 1944.

### Mai
| Date         | Pays    | Élections    | Notes | Résultats |
| ------------ | ------- | ------------ | --- | --- |
| 20 et 23 mai | Islande | Référendum   | Les citoyens sont appelés à approuver le projet d'abolition d'union avec le Danemark, et l'adoption d'une nouvelle Constitution.                     | Les propositions sont adoptées, respectivement avec 97,4 et 95 % de suffrages favorables. En conséquence, la République d'Islande est proclamée le 17 juin.                                             |
| 30 mai       | Irlande | Législatives | L'Irlande est un État neutre, qui ne participe pas à la Seconde Guerre mondiale. Néanmoins, l'état d'urgence est maintenu tout au long de la guerre. | Le parti Fianna Fáil (conservateur, républicain), qui disposait de la majorité relative au Dáil Éireann, remporte cette fois une majorité absolue des sièges. Éamon de Valera demeure premier ministre. |

### Juin
| Date     | Pays | Élections                      | Notes | Résultats |
| -------- | ---- | ------------------------------ | ----- | --- |
| 1er juin | Cuba | Législatives et présidentielle |       | Alternance. Ramón Grau (Parti authentique : nationaliste, national-syndicaliste) est élu avec 55,4 % des voix, devant Carlos Saladrigas (Parti socialiste populaire : marxiste-léniniste). Les législatives produisent un parlement sans majorité, où le Parti authentique devance de peu le Parti libéral (droite). |

### Juillet
| Date      | Pays    | Élections    | Notes                                  | Résultats |
| --------- | ------- | ------------ | -------------------------------------- | --- |
| 2 juillet | Bolivie | Législatives | Élection d'une assemblée constituante. | Parlement sans majorité. Le Mouvement nationaliste révolutionnaire (nationaliste, populiste) obtient une majorité relative des sièges. Le 4 août, l'assemblée confère la présidence de la république à Gualberto Villarroel, qui a pris le pouvoir par un coup d'État en décembre 1943. |

### Août
| Date    | Pays      | Élections  | Notes | Résultats                                        |
| ------- | --------- | ---------- | --- | ------------------------------------------------ |
| 19 août | Australie | Référendum | Le gouvernement du premier ministre John Curtin propose que le gouvernement puisse conserver temporairement certains pouvoirs exceptionnels après la guerre. | La proposition est rejetée par 54 % des votants. |

### Septembre
| Date         | Pays  | Élections    | Notes                                                                         | Résultats |
| ------------ | ----- | ------------ | ----------------------------------------------------------------------------- | --- |
| 17 septembre | Suède | Législatives | Étant un État neutre, la Suède ne participe pas à la Seconde Guerre mondiale. | Les Sociaux-démocrates perdent de justesse leur majorité absolue au Parlement, remportant exactement la moitié des sièges. Per Albin Hansson demeure premier ministre. |

### Octobre
Il n'y a aucune élection nationale en octobre 1944.

### Novembre
| Date       | Pays               | Élections                      | Notes                                                           | Résultats |
| ---------- | ------------------ | ------------------------------ | --------------------------------------------------------------- | --- |
| 7 novembre | États-Unis         | Législatives et présidentielle |                                                                 | Le Parti démocrate conserve sa majorité absolue aux deux chambres du Congrès. Franklin Roosevelt (Parti démocrate) est réélu président, devançant nettement Thomas Dewey (Parti républicain).                                                                   |
| novembre   | Royaume de Hongrie | Législatives                   | Élections organisées dans les zones libérées par l'Armée rouge. | Parlement sans majorité. Le Parti communiste hongrois remporte une majorité relative des sièges. Le général Béla Miklós (sans étiquette) est nommé premier ministre d'un gouvernement d'unité nationale, qui déclare la guerre à l'Allemagne nazie en décembre. |

### Décembre
| Date              | Pays      | Élections      | Notes                                                                              | Résultats |
| ----------------- | --------- | -------------- | ---------------------------------------------------------------------------------- | --- |
| 17 au 19 décembre | Guatemala | Présidentielle | L'élection fait suite à la révolution qui a mis fin à la dictature de Jorge Ubico. | Victoire de Juan José Arévalo (Parti de la rénovation nationale, centre-gauche), avec 86,3 % des voix.                                              |
| 28 au 30 décembre | Guatemala | Législatives   | Élection d'une assemblée constituante.                                             | L'alliance des partis de centre-gauche (Parti de la rénovation nationale et Front de libération populaire) remporte la majorité absolue des sièges. |